# Groupe de NGC 3158
Le groupe de NGC 3158 comprend au moins 7 galaxies situées dans les constellations du Petit Lion. La distance moyenne entre ce groupe et la Voie lactée est d'environ 92,9 Mpc (∼303 millions d'al). 

## Membres
Le tableau ci-dessous liste les 7 galaxies indiquées dans le livre de Gérard de Vaucouleurs et Harold G. Corwin paru en 1976.  
| Nom      | Classification | Type         | α (J2000.0)   | δ (J2000.0) | Vitesse radiale (km/s) | Magnitude apparente | Distance (Mpc) | Dimension (kal) |
| -------- | -------------- | ------------ | ------------- | ----------- | ---------------------- | ------------------- | -------------- | --------------- |
| NGC 3151 | SA0?           | Lenticulaire | 10h 13m 29.1s | 38° 37′ 11″ | 6886 ± 22              | 13,8                | 96,2 ± 6,9     | 73              |
| NGC 3152 | (R')SB0^0?     | Lenticulaire | 10h 13m 34.1s | 38° 50′ 36″ | 6405 ± 21              | 14,2                | 89,5 ± 6,4     | 68              |
| NGC 3158 | E3?            | Elliptique   | 10h 13m 50.5s | 38° 45′ 54″ | 6989 ± 22              | 11,9                | 97,6 ± 7,0     | 184             |
| NGC 3159 | E2 pec?        | Elliptique   | 10h 13m 52.8s | 38° 39′ 16″ | 6804 ± 22              | 13,6                | 95,0 ± 6,8     | 81              |
| NGC 3160 | S              | Spirale      | 10h 13m 55.1s | 38° 50′ 34″ | 6920 ± 27              | 14,1                | 96,6 ± 7,0     | 119             |
| NGC 3161 | E2             | Elliptique   | 10h 13m 59.2s | 38° 69′ 26″ | 6283 ± 4               | 13,7                | 87,8 ± 6,1     | 67              |
| NGC 3163 | SA0^-?         | Lenticulaire | 10h 14m 07.1s | 38° 39′ 09″ | 6258 ± 23              | 13,3                | 87,4 ± 6,3     | 110             |

Le site DeepskyLog permet de trouver aisément les constellations des galaxies mentionnées dans ce tableau ou si elles ne s'y trouvent pas, l'outil du site constellation permet de le faire à l'aide des coordonnées de la galaxie. Sauf indication contraire, les données proviennent du site NASA/IPAC.